# Veliki Okič
Veliki Okič (Duits: Großokitsch) is een plaats in Slovenië en maakt deel uit van de gemeente Videm in de NUTS-3-regio Podravska. De plaats telde 83 inwoners op 1 januari 2020.